# Alfredo Mazzoni
Alfredo Mazzoni (Carpi, 23 febbraio 1908 – Modena, 27 luglio 1986) è stato un allenatore di calcio e calciatore italiano che ha giocato come centrocampista nelle file del Modena, dell'Ambrosiana-Inter, del Genova 1893, del Ravenna, della Roma e della Reggiana.

## Carriera

### Giocatore
Cresciuto calcisticamente nel Modena, di cui secondo il Resto del Carlino è tra i migliori giocatori che vi abbiano giocato. Con la maglia del club esordì in massima serie a 16 anni nella partita in Pisa-Modena del dicembre 1924 segnando anche il suo primo gol, che garantì il successo agli emiliani e che lo fece diventare il più giovane marcatore del club.
Passò nel 1931 al Genova 1893, prima di collezionare 5 presenze nell'Ambrosiana-Inter vicecampione d'Italia. Tornò poi per un anno al Modena, per essere quindi ceduto alla Roma. Giocò in seguito con la maglia del Ravenna, dopo aver militato anche un anno con la Reggiana.
Ritorna a giocare nel Modena durante il Campionato Alta Italia 1944, rivestendo contemporaneamente anche il ruolo di allenatore.
Nelle varie competizioni, ha amareggiato 91 volte gli avversari del Modena con i suoi tiri, risultando il miglior marcatore della storia del club canarino.
Conta inoltre sei presenze in Nazionale B.

### Allenatore
La carriera d'allenatore intraprese nel Ravenna mentre vi giocava; sfiorò nella stagione 1940-1941 la promozione in Serie B, persa a favore del Pescara solo per il quoziente reti. Passò quindi alla Reggiana.
Da allenatore, portò il Modena, nel 1946-1947, al terzo posto nel campionato di Serie A, dietro il Grande Torino e la Juve, dalla quale il distacco fu solo di due punti; durante la stagione la squadra batté in casa il Milan per 2-1, il 24 novembre 1946, la Juventus per 1-0, il 22 dicembre 1946 e l'Inter, anche per 1-0, il 19 gennaio 1947.
Nel 1950 guidò il Vicenza, per passare l'anno successivo al Como; nel 1954 Fulvio Bernardini lo scelse per le squadre giovanili della Fiorentina, dove questi scoprì Giuliano Sarti; per la sua opera a Firenze ottenne il Seminatore d'Oro, quindi tornò a Modena, dove scoprì Giorgio Rognoni.
Il Genoa lo ha inserito nella sua Hall of fame.

## Statistiche

### Presenze e reti nei club
| Stagione           | Squadra            | Campionato         | Campionato | Campionato | Coppe nazionali | Coppe nazionali | Coppe nazionali | Coppe continentali | Coppe continentali | Coppe continentali | Totale | Totale |
| Stagione           | Squadra            | Comp               | Pres       | Reti       | Comp            | Pres            | Reti            | Comp               | Pres               | Reti               | Pres   | Reti   |
| ------------------ | ------------------ | ------------------ | ---------- | ---------- | --------------- | --------------- | --------------- | ------------------ | ------------------ | ------------------ | ------ | ------ |
| 1924-1925          | Modena             | PD                 | 14         | 5          | -               | -               | -               | -                  | -                  | -                  | 14     | 5      |
| 1925-1926          | Modena             | PD                 | 8          | 1          | -               | -               | -               | -                  | -                  | -                  | 8      | 1      |
| 1926-1927          | Modena             | DN                 | 13         | 3          | CI + CC         | 1 + 12          | 1 + 10          | -                  | -                  | -                  | 26     | 14     |
| 1927-1928          | Modena             | DN                 | 20         | 8          | CC              | 13              | 15              | -                  | -                  | -                  | 33     | 23     |
| 1928-1929          | Modena             | DN                 | 28         | 15         | -               | -               | -               | -                  | -                  | -                  | 28     | 15     |
| 1929-1930          | Modena             | A                  | 34         | 8          | -               | -               | -               | -                  | -                  | -                  | 34     | 8      |
| 1930-1931          | Modena             | A                  | 33         | 14         | -               | -               | -               | -                  | -                  | -                  | 33     | 14     |
| 1931-1932          | Genova 1893        | A                  | 34         | 11         |                 |                 |                 |                    |                    |                    | 34     | 11     |
| 1932-1933          | Genova 1893        | A                  | 29         | 8          |                 |                 |                 |                    |                    |                    | 29     | 8      |
| 1933-1934          | Genova 1893        | A                  | 32         | 8          |                 |                 |                 |                    |                    |                    | 32     | 8      |
| Totale Genova 1893 | Totale Genova 1893 | Totale Genova 1893 | 95         | 27         |                 |                 |                 |                    |                    |                    | 95     | 27     |
| 1934-1935          | Ambrosiana-Inter   | A                  | 5          | 0          |                 |                 |                 |                    |                    |                    | 5      | 0      |
| 1935-1936          | Modena             | B                  | 34         | 11         | CI              | 4               | 0               | -                  | -                  | -                  | 38     | 11     |
| 1936-1937          | Roma               | A                  | 15         | 3          |                 |                 |                 |                    |                    |                    | 15     | 3      |
| 1937-1938          | Roma               | A                  | 5          | 0          |                 |                 |                 |                    |                    |                    | 5      | 0      |
| Totale Roma        | Totale Roma        | Totale Roma        | 20         | 3          |                 |                 |                 |                    |                    |                    | 20     | 3      |
| 1938-1939          | Reggiana           | C                  | 32         | 7          |                 |                 |                 |                    |                    |                    | 32     | 7      |
| 1939-1940          | Ravenna            | C                  | 14         | 2          |                 |                 |                 |                    |                    |                    | 14     | 2      |
| 1940-1941          | Ravenna            | C                  | 26         | 12         |                 |                 |                 |                    |                    |                    | 26     | 12     |
| 1941-1942          | Ravenna            | C                  | 30         | 7          |                 |                 |                 |                    |                    |                    | 30     | 7      |
| Totale Ravenna     | Totale Ravenna     | Totale Ravenna     | 70         | 21         |                 |                 |                 |                    |                    |                    | 70     | 21     |
| 1943-1944          | Modena             | DN                 | 3          | 0          | -               | -               | -               | -                  | -                  | -                  | 3      | 0      |
| Totale Modena      | Totale Modena      | Totale Modena      | 187        | 65         |                 | 30              | 26              |                    |                    |                    | 217    | 91     |
| Totale carriera    | Totale carriera    | Totale carriera    | 409        | 123        |                 |                 |                 |                    |                    |                    | 439    | 149    |